# Santuario di Nostra Signora del Rosario
Il santuario di Nostra Signora del Rosario - già chiesa di San Vincenzo - è un luogo di culto cattolico situato nel comune di Favale di Malvaro, in via Aceretto, nella città metropolitana di Genova. La chiesa è sede della parrocchia di San Vincenzo del vicariato della Val Fontanabuona della diocesi di Chiavari.
Le principali festività si celebrano il 19 gennaio (festa di san Vincenzo) e ad ottobre nella festa patronale della Madonna del Rosario.

## Storia

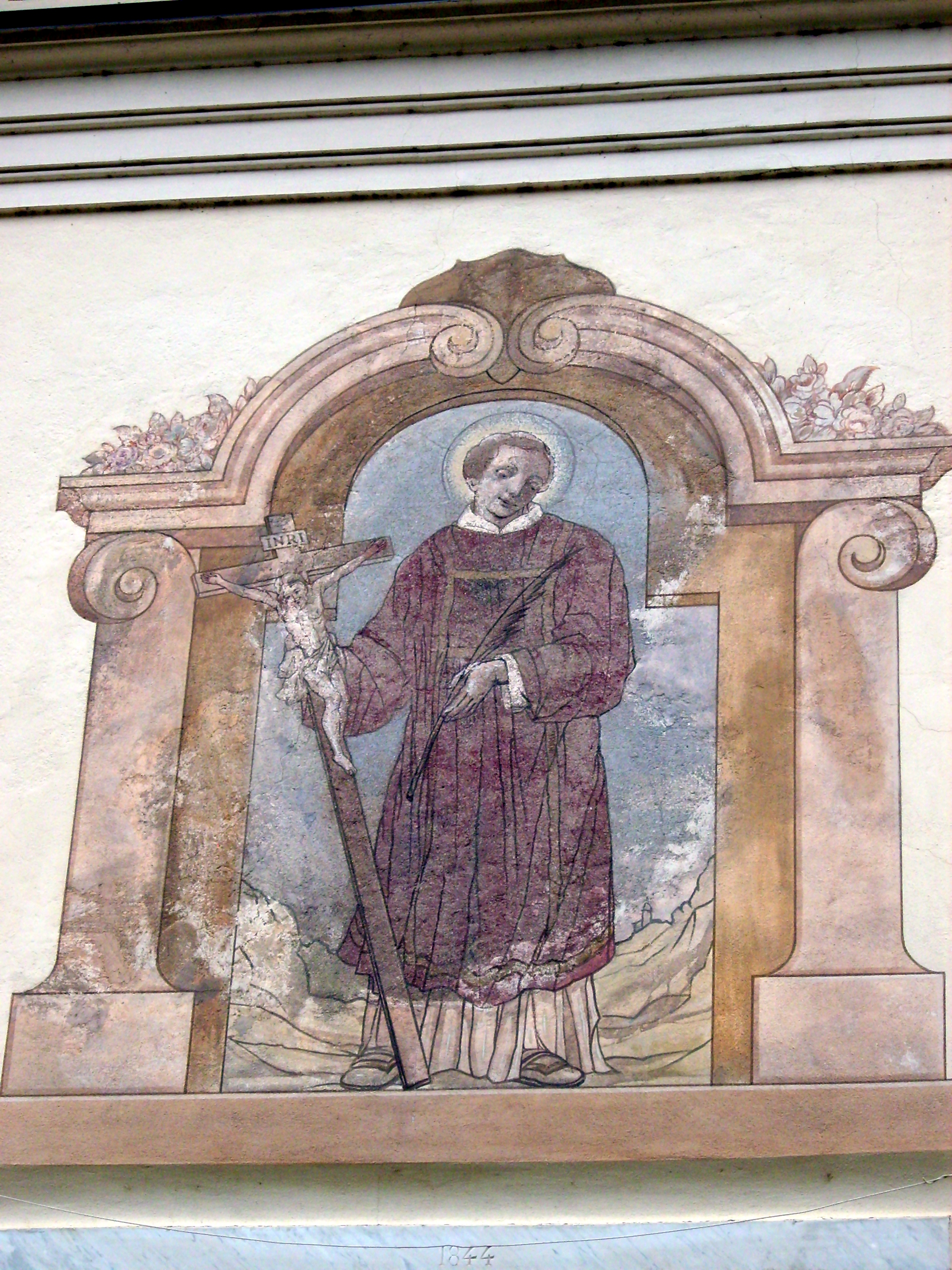
Particolare dell'affresco posto in facciata

La chiesa è ubicata sopra un poggio dominante il paese di Favale ed è possibile raggiungerla attraverso una scalinata in mattoni.
Secondo alcune fonti l'edificio fu costruito nei primi anni del XVII secolo sui resti di un'antica cappella risalente alla fine del XII secolo; inaugurata ed aperta al culto religioso nel 1607, l'intitolazione a santuario è stata ufficializzata in tempi moderni, nel 2003, dal vescovo di Chiavari Alberto Maria Careggio.
Una leggenda locale, raffigurata tra l'altro in uno degli affreschi presenti nella volta, racconta che sulla nascita della nuova chiesa si verificò una sorta di disputa tra gli abitanti del paese; alcuni di essi vedevano nella località di Priagna la sede ideale per l'edificazione dell'edificio, tanto che si accumulò sul luogo la sabbia necessaria per dare inizio ai lavori. Secondo il racconto popolare fu uno stormo di rondini che, portando i granelli di sabbia presso la locale cappella millenaria, fece cambiare idea alla popolazione che vide nell'evento come un segno divino.

## Descrizione
L'interno dell'edificio è diviso in tre navate a pianta basilicale, mentre l'esterno presenta una facciata in stile barocco. Nei tre medaglioni della volta sono presenti diversi cicli di affreschi del pittore Luigi Agretti databili al 1915: la Riconciliazione fra i verdi e i turchini, il Miracolo delle rondini e il Trionfo della Madonna del Rosario.
Altri affreschi sono presenti nella volta dell'abside, il Trionfo di san Vincenzo, e nel presbiterio con vicende della Vita di san Vincenzo.